# Dactylorhiza fourkensis
Dactylorhiza fourkensis är en orkidéart som beskrevs av Barbara Willing och Eckhard Willing. Dactylorhiza fourkensis ingår i Handnyckelsläktet som ingår i familjen orkidéer.
Artens utbredningsområde är Grekland. Inga underarter finns listade i Catalogue of Life.